# You and Me (utwór muzyczny Takasy)
You and Me – utwór szwajcarskiego zespołu Takasa, wydany 14 grudnia 2012 nakładem wytwórni fonograficznej HitMill Records. Piosenkę napisali George Schlunegger, Roman Camenzind i Fred Herrman.
Utwór dotarł do 21. miejsca notowania Schweizer Hitparade. Tekst piosenki opisuje napięcia między ludźmi w dzisiejszym społeczeństwie oraz próby ich rozwiązania. Według muzyków, ludzie międzypokoleniowo powinni dogadywać się ze sobą i jednoczyć dla wspólnych wartości.
Utwór reprezentował Szwajcarię podczas 58. Konkursu Piosenki Eurowizji. 

## Listy utworów i formaty singla
| Single CD 1. „You & Me” – 2:55 | Instrumental Single 1. „You & Me” (Instrumental) – 2:54 |